# Сан-Бабила (церковь)
Бази́лика Сан-Ба́била (итал. basilica di San Babila), также це́рковь Сан-Ба́била (chiesa di San Babila) — католическая церковь в Италии, в центре Милана, на одноимённой площади. В течение долгого времени считалась старейшей церковью Милана, якобы основанной в 46 году нашей эры на месте языческого храма. Археологические и текстоведческие исследования конца XIX — начала XX веков показали, однако, что церковь была основана около 1096—1097 годов. В последующие века многократно перестраивалась. Среди перестроек замечательны строительные работы XVII века, превратившие церковь в баро́чную, и работы XIX — начала XX веков, результатом которых стал фасад в неороманском стиле и значительное изменение внутреннего убранства.

## Название
Название церкви является уникальным, поскольку она посвящена священномученику Вавиле Антиохийскому, культ которого был и остаётся более характерным для Восточного христианства. Миланская церковь Сан-Бабила — единственное в Италии культовое сооружение, носящее такое имя.

## История

### Предыстория
Традиционно было принято считать церковь Сан-Бабила старейшей из сохранившихся церквей Милана. Предполагалось, что уже в 46 году нашей эры на этом месте находилась христианская церковь, заменившая собой более старый языческий храм, посвящённый Солнцу. Утверждалось, что церковь Сан-Бабила — наследница первого христианского храма города, известного как «Совет Святых» (лат. Concilium Sanctorum, итал. Concilio dei Santi), который якобы был основан апостолом от семидесяти Варнавой, служившим там мессу вскоре после своего прибытия в Медиолан (как тогда назывался Милан). Также считалось, что в церкви Сан-Бабила находились могилы первых миланских адептов христианства, среди которых несколько мучеников.
Вместе с тем первые документальные свидетельства о церкви Сан-Бабила относятся лишь к началу XII века и содержатся в «Истории Милана» Ландульфа Младшего. Ландульф писал, что в этом районе города находились две церкви — Сан-Романо и Сан-Бабила, причём последняя была основана «недавно» (относительно времени написания рукописи Ландульфа) священником Надзарио Муриколой (итал. Nazario Muricola). Во время реконструкции (а точнее — практически полной перестройки) церкви Сан-Бабила в конце XIX — начале XX века архитектор Паоло Чеза Бьянки провёл археологические раскопки под церковью и также не обнаружил никаких следов построек старше XI века. Наконец, уже в XX веке были обнаружены два документа, касающиеся основания и первых лет существования церкви Сан-Бабила. Первый документ — это завещание священника Надзарио Муриколы, которого упоминал Ландульф. В завещании Мурикола прямо называет себя основателем церкви. Второй документ — завещание в пользу церкви Сан-Бабила, датированное 1099 годом; на сегодняшний день это старейший известный документ, упоминающий эту церковь. В более старых документах церковь Сан-Бабила не упоминается: так, восходящий к 850—875 годам список Трёхдневных Литаний из апракоса Бусто в перечне церквей упоминает Сан-Романо, но не Сан-Бабилу; написанный на несколько десятилетий позднее перечень церквей из Амброзианского апракоса также не упоминает церковь Сан-Бабила.
Что же касается древнего «Совета Святых», то предположительно таковым когда-то называлась существовавшая задолго до Сан-Бабилы в непосредственной близости от неё церковь Сан-Романо, снесённая в начале XIX века. Обе церкви делили один и тот же земельный участок, поэтому неудивительно, что со временем под «Советом Святых» стали понимать прежде всего значительную церковь Сан-Бабила, а не маленькую Сан-Романо. Вместе с тем уже Ландульф их различает и описывает как два различных объекта. Таким образом, в науке на сегодняшний день существует практически консенсус о том, что миланская церковь Сан-Бабила была основана около 1096—1097 годов священником Надзарио Муриколой, что подтверждается как историографическими, так и архитектурными исследованиями. Тем не менее во многих популярных книгах и путеводителях церковь Сан-Бабила до сих пор фигурирует как «самая старая церковь Милана».

### Ранняя история
Уже в XII веке церковь подверглась перестройке. Вероятно, это было вызвано её серьёзным повреждением в 1162 году, когда город был разрушен по приказу Фридриха Барбароссы — церковное здание было отреставрировано и оказалось внутри городских стен после возведения новых укреплений. Об этом здании не осталось документальных свидетельств.
Следующая перестройка церкви относится ко второй половине XIV века. Было воздвигнуто церковное здание, состоявшее из трёх нефов с тремя абсидами, из которых центральная была самой большой. Внутри современной церкви сохранился камень 1363 года, на котором высечен текст о реставрации церкви за счёт священника Джакомо да Коттиса (итал. Giacomo da Cottis) и об освящении 22 сентября этого года в присутствии архиепископа Гульельмо Пустерлы двух алтарей за счёт семьи Котта (итал. Cotta). Там же перечисляются эти два алтаря: большой, посвящённый святому Вавиле, и малый, располагавшийся в правой абиссе и посвящённый Богородице и святому Николаю. Как свидетельствует завещание Марко Карелли (итал. Marco Carelli), датированное 4 июля 1393 года, чуть позднее была возведена ризница, средства на которую выделил этот богатый миланец.
В 1388 году церковь была записана в качестве приходской, а в 1578 году стала соборной.

### XVI и XVII века
Более или менее подробные описания церкви Сан-Бабила были сделаны в конце XVI века и были связаны с посещением церкви миланскими архиепископами. Первое такое описание относится к 1567 году и касается посещения церкви монсеньором Карло Борромео (архиепископ в 1560—1584 годы). Согласно этому описанию, у церкви было два кладбища — одно перед зданием, а второе слева от него, рядом с построенным в 1344 году ораторием Санта-Мария, в то время именовавшимся Сан-Бьяджо. У церкви было семь алтарей, главный из которых располагался в основанной в 1520 году капелле Корпус-Домини (сегодня известной как Сан-Франческо) и был украшен многочисленными мраморными скульптурами. Пятнадцать окон церкви были украшены витражами. Вместе с тем даже в это время Сан-Бабила считалась филиалом стоявшей рядом с ней старой церкви Сан-Романо и в чём-то имела меньшие возможности по сравнению с ней — в частности, в церкви Сан-Бабила не было своего баптистерия и все крещения осуществлялись в соседней церкви Сан-Романо. Последующие описания церкви делались в 1570, 1576 и 1580 годах.
После посещения церкви Сан-Бабила новым архиепископом Гаспаре Висконти в 1591 году было принято решение о перестройке обветшавшего церковного здания. Ответственным был назначен архитектор Аурелио Трецци, который начал подготовку к масштабным работам в 1598 году и провёл их в период с 1601 по 1613 годы. Первым делом Трецци снёс обе абсиды, а вместо сдержанного романского фасада соорудил пышный баро́чный. Своды главного зала после перестройки пересекали травеи, а напротив капеллы Корпус-Домини была сооружена ещё одна симметричная капелла — решение о её строительстве было принято ещё в 1567 году, но его реализация отложилась на полвека. Довершением проведённых в начале XVII века работ стал позолоченный крест с короной и пальмами, изготовление которого было оплачено 2 марта 1612 года некоему Джованни Антонио Раймонди (итал. Giovanni Antonio Raimondi). Вместе с тем проведённые Трецци работы, вероятно, не были окончательными, поскольку сохранились документы о продолжении некоторых работ ещё в 1627 году.

### С XVIII века
В XVIII и начале XIX века не происходило значительных перестроек церкви Сан-Бабила, за исключением постройки в 1820 году Лудовико Клеричи колокольни (оригинальная колокольня обрушилась ещё в 1575 году) и незначительной реставрации 1853 года. В 1787 году церковь была лишена титула соборной. Здание потихоньку ветшало, и к 1880-м годам стало понятно, что церковному зданию необходим серьёзный ремонт, для осуществления которого был приглашён архитектор Паоло Чеза Бьянки. 5 июля 1881 года он представил подробный доклад, в котором привёл детальный анализ состояния церкви. В частности, Чеза Бьянки отмечал, что с одной стороны реконструкция XVII века, несмотря на заметные строительные работы, была во многом лишь косметической и что значительная часть конструктивных элементов здания куда старше XVII века, а с другой — что именно добавленные Аурелио Трецци компоненты находятся в наихудшем состоянии. Чеза Бьянки сообщал, что пилястры, арки, парусы, своды центрального нефа и боковых нефов являются оригинальными и неплохо справляются с нагрузкой, в то время как баро́чные дополнения серьёзно обветшали. Особенно это касалось, по словам Чезы Бьянки, барочного фасада, который грозил обрушиться в любой момент. Чеза Бьянки провёл исследования фундамента церкви и не нашёл никаких следов сооружений старше XI века, что поставило точку в вопросе времени основания церкви. Он также обнаружил, что возведённый Трецци в XVII веке баро́чный фасад стоит на куда более старом романском фундаменте, который находится в достаточно приличном состоянии. Вместе с тем Чеза Бьянки не нашёл никаких следов изначального пола церкви.
Результатом проведённых Чеза Бьянки исследований стал подготовленный им проект реставрации. Архитектор предложил снести обветшавший баро́чный проект XVII века, а вместо него воссоздать фасад в неороманском стиле. Проект Чеза Бьянки был принят в том же 1881 году, а со следующего года начались строительные работы. При этом проект не опирался ни на какие исторические документы и отражал лишь вкус и представление самого́ архитектора. Перестройка церкви коснулась и других частей здания — так, правый боковой фасад, выходящий на проспект Монфорте (итал. corso Monforte), был освобождён от пристроек, среди которых была капелла XVI века, а отделка самого́ бокового фасада была полностью уничтожена (несмотря на своё хорошее состояние) и заменена на кирпичную кладку всё в том же «псевдоломбардском» стиле (работы по боковому фасаду завершал в 1905 году зять Чеза Бьянки Чезаре Нава). Внутреннее убранство церкви также подверглось серьёзным изменениям — росписи были заново выполнены художником Луиджи Кавенаги, алтарь был украшен работами Лудовико Польяги, проект главного алтаря сделал сам Паоло Чеза Бьянки.
В 1926 году по проекту архитектора Франко Бруни (итал. Franco Bruni) внешний вид колокольни был приведён в соответствие с внешним видом фасада — она также была перестроена в неороманском стиле. В 1937 году по проекту архитектора Оромбелли (итал. Orombelli) был перестроен баптистерий. Во время Второй мировой войны базилика, особенно её левое крыло, достаточно серьёзно пострадала от бомбардировок союзников, что потребовало восстановительных работ по окончании войны, которые были проведены под руководством архитектора Аннони (итал. Annoni).

## Описание

### Экстерьер
Церковь Сан-Бабила считается третьей по значимости церковью Милана после Миланского собора и базилики Сант-Амброджо. Здание церкви выходит основным фасадом на площадь Сан-Бабила и правым боковым фасадом — на проспект Монфорте (итал. corso Monforte). Церковь состоит из трёх нефов и имеет в плане размер примерно 45 метров в глубину и 27 метров в ширину. Церковь увенчана восьмигранным куполом, располагающимся над третьей травеей. Справа и слева к зданию церкви примыкают две капеллы.
Фасад церкви в неороманском стиле выполнен из красного кирпича с вкраплениями белого натурального камня; он был возведён в конце XIX — начале XX века архитектором Паоло Чеза Бьянки взамен существовавшего до этого баро́чного фасада XVII века. Фасад под скатами крыши и декоративными карнизами украшен подвесными арками, три нефа выделены лопатками. Центральная часть главного фасада представляет собой беломраморный портал, также оформленный при реконструкции конца XIX — начала XX века. Верхняя часть портала представляет собой арку, под которой высечена надпись SANCTIS BABILAE EPISCOPO TRIBVSQVE PVERIS (с лат. — «Святому епископу Вавиле и трём отрокам»), а ниже располагается трёхстворчатое окно. Ещё ниже, в люнете над главной входной дверью, находится мозаи́чное изображение благословляющего Иисуса Христа с Евангелием на золотом фоне. Авторами портала являются Анджера (итал. Angera), Гьяндоне (Ghiandone), Муссо (Musso) и Сериццо (Serizzo).
Слева от основного здания базилики располагается колокольня с часами. Перед папертью стоит так называемая Львиная колонна, воспринимаемая многими как часть церкви, хотя в действительности она к ней не относится.

### Интерьер
Реставрация XIX века, предпринятая Паоло Чеза Бьянки, не только полностью заменила фасад XVII века, но и изменила интерьер церкви. В отличие от полностью перестроенного фасада, реставрация внутри церкви оказалась куда более правильной и прагматичной, поскольку значительная часть проведённых работ лишь освободила стены от позднейших наслоений штукатурки и краски, явив древние конструкции базилики. В частности, обнаружилось, что древняя церковь была короче на один пролёт, а её своды изначально не поддерживались травеями, но представляли собой цилиндрический свод. Поддерживающие своды колонны оказались не столь массивными, как у Сант-Амброджо — они выполнены из серого камня и богато украшены резьбой. Среди используемых сюжетов, помимо чисто орнаментальных, — мифические звери, агнцы с крестами, а также изображения солнца — возможно, это отсылка к легендарному языческому храму Солнца, якобы когда-то находившемуся на этом месте.
Вместе с тем проведённая с 1926 по 1931 годы отделка церкви частично свела на нет находки XIX века. К её интерьеру были добавлены новые росписи и мозаики художника Луиджи Кавенаги, алтарь был украшен работами Лудовико Польяги. Это вызвало критику уже в 1930-е годы — художников обвиняли в том, что интерьер церкви в романском стиле оказался украшен смесью готики и барокко. Таким образом, в настоящее время интерьер церкви представляет собой смешение техник и стилей. В ней имеются как оригинальные декоративные каменные резные элементы позднего средневековья на колоннах, так и изображение Богородицы XVII века в правом нефе, а также росписи и мозаики XIX—XX веков в центральном нефе и на стенах. Вместе с тем, из-за многочисленных перестроек и не слишком научной реставрации, восстановление изначальных интерьеров базилики в настоящее время представляется практически невозможным.

### Орга́н
В наше время в базилике был установлен орга́н с механической трактурой. Для управления им и поддержанием органа в рабочем состоянии 12 марта 2008 года был образован фонд «Орган базилики Сан-Бабила» (итал. Organo della Basilica di San Babila). Орган используется как при проведении церковных служб, так и для концертов.